# Sudden Strike 3: Arms for Victory
Sudden Strike 3: Arms for Victory ist ein Echtzeit-Taktikspiel des russischen Entwicklerstudios Fireglow Games. Es ist die Fortsetzung zu Sudden Strike 2 und die dritte Teil der Sudden Strike Computerspielreihe. Es erschien am 4. Dezember 2007 bei Koch Media. 2009 erschien mit Sudden Strike: The Last Stand eine Wiederveröffentlichung in Russland. Eine angepasste Version für moderne Windows-Betriebssysteme erschien als Sudden Strike 3 bei Steam und GOG.com, welche die Verbesserungen von Sudden Strike: The Last Stand beinhaltet.

## Erweiterungen
Die erste Erweiterung Sudden Strike 3: Arms for Victory - Ardennes Offensive erschien 2008. Sie behandelt die Ardennenoffensive und enthält Frankreich als weitere Fraktion im Mehrspielermodus. Als DLC erschien  Sudden Strike Iwo Jima welches die Schlacht um Iwojima behandelt. Sudden Strike Normandy handelt von der Landung in der Normandie.

## Entwicklung
Wie die Vorgänger thematisiert Sudden Strike 3 das Kriegsgeschehen im Zweiten Weltkrieg. Als erstes Spiel in der Reihe wurde für Sudden Strike 3 eine 3D-Engine eingesetzt.

## Rezeption
Dennis Blumenthal von PC Action gab sich enttäuscht. Das Spielgefühl der Vorgänger käme nur noch selten auf. Ärgerlich sei die schlechte künstliche Intelligenz der Einheiten. Bodo Naser von 4Players bezeichnete den dritten Teil als uninspirierten Aufguss eines in die Jahre gekommenen Spielprinzips, das wenig Neuerungen böte. Die Präsentation sei lieblos. Spielerisch handele es sich um kaum kontrollierbare Massenschlachten ohne taktischen Anspruch. Jan Höllger von Gameswelt hingegen lobte den hohen taktischen Anspruch, wies jedoch auch darauf hin, dass der hohe Schwierigkeitsgrad viele Spieler ebenso abschrecke wie die antiquierte Optik.